# Força Aèria Iugoslava
La Força Aèria i Defensa Aèria (en serbocroat: Ratno vazduhoplovstvo i protivvazdušna odbrana / Ратно ваздухопловство и противваздушна одбрана; abreviat RV i PVO / РВ и ПВО) era una de les tres branques de l'Exèrcit Popular Iugoslau, l'exèrcit de Iugoslàvia. Popularment conegut com a Força Aèria Iugoslava, en el seu apogeu una de les més grans d'Europa. La branca es va dissoldre el 1992 després de la dissolució de Iugoslàvia.